# Уайнант, Джон Гилберт
Джон Гилберт «Гил» Уайнант (Вайнант) (англ. John Gilbert Winant; 23 февраля 1889, Нью-Йорк — 3 ноября 1947, Конкорд) — американский политик-республиканец.

## Биография
Родился в семье потомка голландских иммигрантов.
Учился в Принстонском университете, откуда был отчислен из-за плохих оценок. Работал преподавателем истории.
В 1916 году был избран в Палату представителей штата Нью-Гемпшир, стал лидером прогрессивного крыла Республиканской партии.
В годы Первой мировой войны служил пилотом, дослужился до капитана.
В 1920 году был избран в сенат штата Нью-Гемпшир.
В 1925—1927 и 1931—1935 годах губернатор Нью-Гемпшира.
После избрания Рузвельта президентом США, Уайнант стал одним из первых сторонников программы Нового курса.

Мы должны планировать как встретить эти великие циклы депрессии и мужественно принимать меры против них так, чтобы бедность могла не быть частью современной цивилизации. Это великая задача, которая стоит перед американским народом сегодня.Оригинальный текст (англ.)We must plan to meet these great cycles of depression and manfully provide against them so that the poverty may be no part of modern civilization. That is the great task that confronts the American people today.— Гил Уайнант на выборах в губернаторы штата Нью-Гемпшир в 1930 году
В 1935—1937 годах возглавлял Совет по социальной защите (Social Security Board, SSB), был его первым главой. (С перерывом на отставку с сентября по ноябрь 1936 года в связи с выборами: он вышел в отставку, потому что посчитал это необходимым чтобы выступить в защиту программы социального страхования, которую осуществлял будучи на этом посту, и требование отмены которой сделал центральным пунктом своей предвыборной программы его однопартиец кандидат в президенты Альфред Лэндон (Уайнант публично поддержал кандидатуру демократа Рузвельта на тех выборах).)
До прихода в администрацию Рузвельта рассматривался некоторыми республиканцами как потенциальный кандидат в президенты или вице-президенты.
В 1939—1941 годах генеральный директор Международного бюро труда МОТ.
Учитывая положение Швейцарии, изолированной в центре охваченной войной Европы, перевел штаб-квартиру Организации из Женевы в Монреаль (Канада).
В 1941—1946 годах посол США в Великобритании.
Генерал Эйзенхауэр писал в своих мемуарах: «Работа посла была важной до Уайнанта, при нем она стала гигантской. Посольство было, по сути, нашим штабом в Лондоне».

Одновременно в 1943—1945 гг. представитель США в Европейской консультативной комиссии (ЕКК).
В 1946—1947 гг. представитель США в Экономическом и Социальном Совете ООН (ЭКОСОС).
В 1946 году представитель США в ЮНЕСКО.
Отмечают, что его глубоко расстроила смерть Рузвельта, и потому он оставил общественную деятельность в 1946 году.
В 1947 году стал вторым гражданином США, после Дуайта Эйзенхауэра, удостоенным британского ордена Заслуг.
У него был неудачный роман со второй дочерью Черчилля Сарой.
Последние годы жизни злоупотреблял алкоголем, находился в депрессии. Он отличался некоторой непрактичностью в жизни, и задолжал порядка трёх четвертей миллиона долларов.
Покончил с собой, застрелившись.
Черчилль прислал четыре десятка жёлтых роз на его похороны. После его смерти его бывший коллега Фрэнк Бэйн написал о нём: «Гил Уайнант всегда делал всё для общей цели, мало чего для своей республиканской партии и абсолютно ничего — для себя. Он был человеком без сучка, без задоринки — одна из самых чистых фигур в американской общественной жизни».
Интересно, что его кумиром был Авраам Линкольн.